# Nymphargus ignotus
Espèce
Synonymes
- Centrolenella ignota Lynch, 1990
- Cochranella ignota (Lynch, 1990)

Statut de conservation UICN

 LC  : Préoccupation mineure
Nymphargus ignotus est une espèce d'amphibiens de la famille des Centrolenidae.

## Répartition
Cette espèce est endémique de Colombie,. Elle se rencontre dans les départements de Cauca, de Valle del Cauca, de Chocó, d'Antioquia et de Risaralda de 1 900 à 1 960 m d'altitude sur le versant Ouest de la cordillère Occidentale.

## Description
Les mâles mesurent de 22,3 à 25,4 mm et les femelles de 24,2 à 24,4 mm.

## Publication originale
- Lynch, 1990 : A new ocellated frog (Centrolenidae) from western Colombia. Proceedings of the Biological Society of Washington, vol. 103, no 1, p. 35-38 (texte intégral).